# Paul d’Escoubleau
Charles Paul d’Escoubleau († 6. Januar 1690), Marquis de Sourdis et d’Alluye, Seigneur de Jouy, war ein französischer Adliger und Militär.

## Leben
Paul d’Escoubleau war der Sohn von Charles d’Escoubleau († 1666), Marquis de Sourdis et d’Alluye, Gouverneur des Orléanais, und Jeanne de Foix-Monluc, Comtesse de Carmain, Princesse de Chabanais. Zu Lebzeiten seines Vaters war er unter dem Namen Marquis d‘Alluye bekannt, nahm er mit dessen Tod den Namen Marquis de Sourdis an.
Er diente an der Spitze einer Kompanie Chevaulegers vor allem im Orléanais, wo sein Vater Gouverneur war. Am 6. September 1650 wurde er zum Maréchal de camp befördert. Am 24. Juni 1659 wurde er Gouverneur des Orléanais en survivance seines Vaters, der am 21. Dezember 1666 starb; seine Nachfolge wurde am 5. Februar 1667 bestätigt und am 20. April 1667 beim Parlement registriert. Das Amt übte er bis zu seinem Tod aus.
Am 16. Februar 1667 heiratete er Benigne de Meaux du Fouilloux (* 1648), Tochter von Charles de Meaux und Madeleine de Lézignac; die Ehe blieb ohne Kinder. Er starb am 6. Januar 1690, sie am 14. Mai 1721 im Palais Royal in Paris.